# The Manufacture of Paper, Maine
The Manufacture of Paper, Maine è un cortometraggio muto del 1912. Non si conosce il nome del regista del film, un documentario girato nel Maine e prodotto dalla Edison.

## Produzione
Il film fu prodotto dalla Edison Company.

## Distribuzione
Distribuito dalla General Film Company, il film - un cortometraggio in una bobina - uscì nelle sale cinematografiche degli Stati Uniti il 19 settembre 1912.